# 9941 Iguanodon
9941 Iguanodon è un asteroide della fascia principale. Scoperto nel 1989, presenta un'orbita caratterizzata da un semiasse maggiore pari a 2,2999872 UA e da un'eccentricità di 0,1210299, inclinata di 5,43503° rispetto all'eclittica.